# John Seigenthaler, Sr.
John Lawrence Seigenthaler (27 tháng 7 năm 1927 – 11 tháng 7 năm 2014) là nhà báo, nhà văn và là một chính trị gia người Mỹ.
Ông Seigenthaler tham gia nhật báo The Tennessean vào năm 1949, nơi ông trở thành biên tập viên năm 1962, chủ báo năm 1973, chủ tịch năm 1982 trước khi ông về hưu và làm Chủ tịch Danh dự năm 1991. Ông Seigenthaler còn là người sáng lập ban biên tập của USA Today từ năm 1982 đến 1991, ông phục vụ trong ban giám đốc và làm chủ tịch vào thời 1988 – 1989 của Hội Chủ bút Báo chí Mỹ (tiếng Anh: American Society of Newspaper Editors).
Ông cưới Dolores Watson năm 1955. Hai vợ chồng có một con, John Seigenthaler, Jr., là phát thanh viên của NBC News. Em trai của ông, Thomas Seigenthaler, là người sáng lập công ty quan hệ quần chúng Seigenthaler Public Relations.

## Vụ Wikipedia
Vào tháng 5 năm 2005, một người vô danh (sau đó được nhận ra là Brian Chase) viết một bài trên Wikipedia tiếng Anh có năm câu nói xấu về Seigenthaler, liên hệ tới vụ ám sát Robert và John F. Kennedy. Bài này phần nhiều không được đụng đến trong thời gian bốn tháng, đến khi có một người bạn báo cho ông Seigenthaler về bài này.
Vào tháng 9, ông Seigenthaler liên lạc với Jimmy Wales của Quỹ Hỗ trợ Wikimedia, tổ chức bảo quản Wikipedia và nội dung nói xấu trên bị xóa. Sau đó, ông viết một bài xã luận về vụ này trong báo USA Today ngày 29 tháng 11, trong đó ông viết rằng „... Wikipedia is a flawed and irresponsible research tool... For four months, Wikipedia depicted me as a suspected assassin" ("... Wikipedia là một công cụ nghiên cứu không hoàn thiện và vô trách nhiệm... Trong bốn tháng, Wikipedia mô tả tôi như một sát thủ bị nghi ngờ"). Bài xã luận này đã làm dấy lên trong những tuần sau đó, việc báo chí viết nhiều về vấn đề này và về độ tin cậy của những mô hình soạn thảo mở.